# در اینترنت هیچ‌کس نمی‌فهمد تو سگ هستی

کاریکاتور استاینر در نیویورکر

«در اینترنت هیچ‌کس نمی‌فهمد تو سگ هستی» ضرب‌المثلی است دربارهٔ ناشناسی در اینترنت که از شرح کارتونی اثر پیتر استاینر مشتق شده‌است.
در این کارتون، که در نسخهٔ ۵ ژوئیه ۱۹۹۳ هفته‌نامهٔ نیویورکر منتشر شد، سگی روی صندلی جلوی رایانه‌ای شخصی نشسته و به سگ دیگری که روی زمین است می‌گوید «در اینترنت، هیچ‌کس نمی‌فهمد تو سگ هستی.» (به انگلیسی: On the Internet, nobody knows you're a dog)
تا سال ۲۰۱۱، این تصویر بیش از هر کارتون دیگر نیویورکر به چاپ رسیده و از بازنشرهای آن بیش از ۵۰٬۰۰۰ دلار عاید استاینر شده بود.

## تاریخچه
پیتر استاینرِ کارتونیست، که از سال ۱۹۷۹ با نیویورکر همکاری داشته،
می‌گوید کارتونش بدواً زیاد مورد توجه قرار نگرفت، ولی بعدها موجودیتی از برای خود پیدا کرد. او می‌گوید احساسش شبیه «احساس کسی بود که اسمایلی را اختراع کرده.»
در واقعیت، استاینر در زمان کشیدن کارتون عنایت چندانی به اینترنت نداشت. او از اینترنت باخبر بود و حساب آنلاینی هم داشت ولی قصدش ارائهٔ تفسیری ژرف از روح زمانه نبود. به گفتهٔ استاینر او کارتون را «مثل یکی از اون مسابقه‌های برای این عکس شرح بنویسید» کشید.
استاینر دربارهٔ محبوبیت کارتون می‌گوید: «نمی‌تونم کاملاً درک کنم که به‌طور گسترده‌ای مشهور و شناخته‌شده ست.»
به گفتهٔ دبیر وقت بخش کارتون نیویورکر باب منکاف، «این کارتون کمی از زمانهٔ خودش جلوتر بود. چند سال بعد که وب جهان‌گستر خود را به زندگی‌مان جوش داد، کارتون استاینر کاملاً از آنِ زمان بود.»
چیزی نگذشت که چهره‌های پیشرو در صنعت فناوری اطلاعات باب ارجاع به این اثر را گشودند.
تنها چند ماه پس از چاپ کارتون استاینر، کسانی که دغدغهٔ حریم شخصی در عصر اینترنت را داشتند از آن برای هشدار به دیگران استفاده می‌بردند.
راه‌اندازی وبگاه بانک کارتون مجلهٔ نیویورکر به مدیریت منکاف هم به ترویج اثر دامن زد.
جستارها و مقاله‌های خبری پرشماری عبارت «در اینترنت هیچ‌کس نمی‌فهمد تو سگ هستی» را برای عنوان خود وام گرفتند.
در دههٔ ۱۹۹۰ بسیاری از نظریه‌پردازی‌ها دربارهٔ آیندهٔ اینترنت اشاره‌ای به کارتون استاینر داشت.
ریک آدامز، یکی از توسعه‌دهندگاه آرپانت، در مصاحبه‌ای با پی‌بی‌اس در سال ۱۹۹۵ می‌گوید: «اینکه مجله‌ای مثل نیویورکر می‌تواند کلمهٔ اینترنت را در پانج لاین کارتونش بگذارد به معنای پذیرفته شدن اینترنت از سوی عوام است.»
در همان سال کارتون استاینر الهام‌بخش نمایشنامه‌ای در برادوی به قلم آلن دیوید پرکینز شد که تا امروز در شهرهای مختلفی روی صحنه رفته‌است.
کتاب راهنمای فقط جاوا و فراتر از آن ۱٫۱ هم مثالی دارد که سرور در آن سعی می‌کند تشخیص دهد که کاربر سگ است یا نه.
پیشگام صنعت رایانه گوردون بل هم در سخنرانی‌ای عنوان می‌کند که با گسترش قابلیت‌های ویدئویی، همه خواهند دید شما سگ هستید.
جان گل در ستونی می‌نویسد: «کارتون استاینر چقدر خنده‌دار است؟ از پنج چهار. چقدر واقعیت دارد؟ دو. اینترنت از تماس تلفنی، رمان، یا این ستون ناشناس‌تر نیست. هر کسی می‌فهمد که پشت خط تلفن، رمان، یا ستون روزنامه یک سگ نشسته‌است.»
در سال ۱۹۹۶ جان پاستل، از بنیانگذاران آرپانت، می‌گوید این کارتون دربردارندهٔ آن است که دیگر برای رسانه‌های چاپی ضرورتی ندارد در هر بار استفاده از کلمهٔ اینترنت آن را تعریف کنند. تا سال ۲۰۰۰ کارتون استاینر چنان اعتباری یافته بود که گلن فلیشمن در روزنامهٔ نیویورک تایمز می‌نویسد این کارتون «روح اینترنت را ضبط می‌کند.»
در سال ۲۰۰۶ مایکل کینزلی در مقاله‌ای با اشاره به کارتون استاینر می‌نویسد ناشناسی روزهای آغازین اینترنت با شفافیت شبکه‌های اجتماعی جایگزین شده و «در اینترنت همه می‌دانند تو سگ هستی.»
در سال ۲۰۱۴ عبارت «در اینترنت هیچ‌کس نمی‌داند تو یخچال هستی» خبر از وقوع اینترنت چیزها می‌داد.
کارتونی از جان کارتر در سال ۲۰۱۵ نیز دو سگ مشابه با کارتون استاینر را نشان می‌دهد، با این تفاوت که رایانهٔ شخصی با یک آی‌پد عوض شده و یکی از سگ‌ها رو به دیگری می‌گوید: «به‌خاطر کلان‌داده همه می‌دونن که من لابرادودل ۱۵ ساله‌ای هستم که یواشکی عاشق غذای گربه است.»
تا سال ۲۰۱۱، این تصویر بیش از هر کارتون دیگر نیویورکر چاپ شده و استاینر از بابت چاپ‌های مکرر آن بیش از ۵۰٬۰۰۰ دلار دریافت کرده بود.
فلیشمن هم تخمین می‌زند که از بهرهٔ مالکانهٔ این کارتون چیزی بین ۲۰۰٬۰۰۰ تا ۲۵۰٬۰۰۰ دلار نصیب استاینر شده باشد. به گفتهٔ او «هر کتاب مرتبط با فناوری ارتباطات باید این کارتون را داشته باشد. اگر کتابتان در مورد اینترنت است و این کارتون را ندارد به نظر می‌رسد چیزی را فراموش کرده باشید.»
در سال ۲۰۱۳ استاینر در مصاحبه‌ای با واشینگتن پست به مناسبت ۲۰ سالگی چاپ اثر می‌گوید: «امروز اینترنت اونقدر در زندگی‌مون حاضره که دیگه یه سگ اینور و یه سگ اونور نیست، یه گله سگ وحشی زوزه‌کشه که یه لحظه هم ساکت نمیشه.»

## بافتار
کارتون استاینر بر برهه‌ای برجسته از تاریخ اینترنت دلالت دارد. در آن برهه اینترنت، که زمانی جولانگاه مهندسان بخش دولتی و دانشگاهیان بود، به موضوع بحث در مجلات عمومی‌ای چون نیویورکر بدل شده بود. فعال پیشتاز اینترنتی و مؤسس شرکت لوتوس میچ کیپور در نسخه‌ای از مجلهٔ تایم در سال ۱۹۹۳ می‌نویسد: «در این تابستان نشان راستین رشد قطعی علاقهٔ مردم به اینترنت وقتی بود که نیویورکر در کارتونی دو تازیِ مسلط به کامپیوتر را به تصویر کشید.»
این کارتون مصداق برداشتی از حریم خصوصی در اینترنت است که بر امکان ارسال و دریافت پیام‌ها به صورت ناشناس تأکید دارد. حقوقدان آمریکایی لارنس لسیگ می‌گوید دلیل اینکه «هیچ‌کس نمی‌فهمد» این است که پروتکل‌های اینترنتی کاربران را مجبور به افشای هویت خود نمی‌کنند؛ گرچه ممکن است نقطه‌های دسترسی محلی (مثل دانشگاه کاربر) برای اتصال به اینترنت از او اطلاعات هویتی‌اش را طلب کنند، ولی این اطلاعات به‌صورت خصوصی در اختیار آن نقطهٔ دسترسی است و جزء ذاتی تراکنش‌های مخابراتی اینترنت نیست.

علاوه بر این، کارتون استاینر نشان می‌دهد که اینترنت چگونه افراد را از قیدهای حاکم بر روابط بین‌فردی می‌رهاند. جامعه‌شناس آمریکایی شری ترکل اظهار می‌دارد: 
شما می‌توانید هرآن‌کس که می‌خواهید باشید. چنانچه بخواهید می‌توانید خود را به‌کلی از نو تعریف کنید. ضرورتی ندارد که نگران قالب‌هایی باشید که دیگران شما را در آن‌ها می‌ریزند. آن‌ها مفروضاتشان را بر اساس ظاهر یا لهجهٔ شما شکل نمی‌دهند. آن‌ها تنها کلمات شما را می‌بینند.— 
پژوهش موراهن-مارتین و شوماخر دربارهٔ اعتیاد به اینترنت در سال ۲۰۰۰ این پدیده را بررسی می‌کند و بیان می‌دارد که امکان ابراز خویشتن از پشت یک رایانه می‌تواند بخشی از وسواس به آنلاین شدن باشد.
عبارت عنوان شده «می‌تواند به این معنی باشد که فضای مجازی رهایی‌بخش خواهد بود چراکه جنسیت، نژاد، سن، ظاهر، و حتی سگیّت می‌توانند منسوخ شوند یا در غیر این صورت می‌توانند —با اهداف قانونی یا غیرقانونی و بدون محدودیت خلاقانه— جعل یا بزرگنمایی شوند.» همین مفهوم در اظهارات جان گیلمور، یکی از شخصیت‌های کلیدی در تاریخ یوزنت، در سال ۱۹۶۶ هم آمده‌است.
این عبارت می‌تواند برای اشاره به «مبدل‌پوشی رایانه‌ای» و خود را جای جنسیت، سن، قومیت، و … دیگری جا زدن به کار رود.
در سطحی دیگر، «آزادی‌ای که سگ تصمیم می‌گیرد از آن بهره ببرد همان آزادی جا زدن خود در گروهی ممتاز، یعنی کاربران اینترنت است.»
به گفتهٔ باب منکاف، «این کارتون تداعی‌گر نگرانی‌مان از ظاهرسازی سهل‌الحصولی بود که از پس هر کسی با اندکی آشنایی با اچ‌تی‌ام‌ال بر می‌آید.»

## در فرهنگ عامه
- نمایشنامهٔ هیچ‌کس نمی‌داند که من سگ هستم [چ] نوشتهٔ آلن دیوید پرکینز الهام‌گرفته ازین کارتون است. این نمایشنامه حول محور شش شخصیت می‌گردد که نمی‌توانند در زندگی واقعی خود با اطرافیانشان رابطه‌ای برقرار کنند ولی در اینترنت و با هویت‌های ناشناس با دیگران آشنا می‌شوند.
- اسم مجموعه نرم‌افزار اینترنتی سایبرداگ شرکت اپل از این کارتون مشتق شده‌است.[۱۹]
- کارتون استاینر طرح رو و پشت جلد کتاب احراز هویت: از رمز عبور تا کلیدهای عمومی[ح] نوشتهٔ ریچارد ای. اسمیت است.[۲۰]
- کاریکاتوری اثر کامران حفیظ[خ] در نسخهٔ ۲۳ فوریه ۲۰۱۵ هفته‌نامهٔ نیویورکر دو سگ مشابه را نشان می‌دهد که صاحبشان را در حال کار با یک رایانه شخصی مشاهده می‌کنند و یکی از سگ‌ها به دیگری می‌گوید: «یادت می‌آید زمانی را که در اینترنت هیچ‌کس نمی‌فهمید که هستی؟»[۲۱]
- این کارتون شوخی‌ای متداول در بحث‌های مرتبط با اینترنت[۲۲] و میمی جاافتاده در فرهنگ مجازی شده‌است.[۲۳]

## برای مطالعهٔ بیشتر
- Jones, Christopher R. (2004). "Nobody knows you're a dog".  In Land, Ray & Bayne, Siân (eds.). Education in Cyberspace. New York: Routledge. 105 pages. ISBN 0-415-32882-9.
- Nielsen, Jakob (1995). Multimedia and Hypertext: The Internet and Beyond. San Diego: AP Professional. 172 pages. ISBN 978-0-12-518408-3.
- Nakamura, Lisa (2002). Cybertypes: Race, Ethnicity, and Identity on the Internet. New York: Routledge. 35 pages. ISBN 0-415-93837-6.
- Schneider, Edgar (2003). Living the Good Life With Autism. London: Jessica Kingsley Publishers. 44 pages. ISBN 1-84310-712-0.
- Turkle, Sherry (1997). Life on the Screen: Identity in the Age of the Internet. New York: Simon & Schuster. 352 pages. ISBN 0-684-83348-4.